# Potamon potamios
Potamon potamios là một loài cua sống dưới nước và trên cạn phân bố xung quanh đông Địa Trung Hải, bao gồm nhiều hòn đảo Địa Trung Hải, mở rộng về phía nam và phía tây đến bán đảo Sinai